# Системска магистрала
Системска магистрала je рачунарска магистрала која повезује главне компоненте рачунарског система,
комбинујући функције магистрале података која преноси информације, адресне магистрале за одређивање дестинације, и контролне магистрале за одређивање операција. Техника је развијена с циљем редуковања трошкова и повећања модуларности, и мада је настала током 1970-тих и 1980-тих, модернији рачунари користе мноштво различитих магистрала адаптираних за специфичније потребе.
Прва скица извештаја од EDVAC-у, извештај обављен 1945.
У Фон Нојмановој архитектури, централна контролна јединица и аритметичко-логичка јединица (ALU, који је он звао Централни аритметички део) су били укомбиновани са рачунарском меморијом и улазно/излазним функцијама, да би формирали рачунар ускладиштених програма. Извештај је представљао генерални организациони и теоретски модел рачунара, међутим, не и имплементацију истог.
Ускоро, комбинацијом контролне јединице и ALU-а настаје централна процесорска јединица централна процесорска јединица (CPU).
Рачунари током 50-их и 60-их година прошлог века су углавном били прављени ad-hoc. На пример, CPU, меморија и улазно/излазне јединице су били по један или више кабинета, повезаних кабловима. Инжењери су користили класичне технике стандардизованих снопова жица, унапређујући концепт задњим плочама које би држале штампане плоче на овим машинама. 
Име „магистрала“ је већ искоришћено за "магистралске полуге" које су носиле електричну струју до разних делова електричних машина, међу којима су и рани механички калкулатори.
Појава интегрисаних кола је знатно умањила величину сваког рачунара и бусеви су постали стандардизованији.
Стандардни модули су могли бити међусобно повезани на многе сличне начине и било их је лакше направити и одржавати.

## Опис
У циљу обезбеђивања још више модуларности, уз минималну цену, меморија и I/O магистрале (и потребне контролне и струјне магистрале) су понекад били комбиновани у једну системску магистралу.
Модуларност и цена су постали битни, јер су рачунари постајали довољно мали за смештање у један кабинет.
Digital Equipment Корпорација (DEC) је још смањила цену минирачунара за масовну производњу и I/O за меморијску магистралу, да би уређаји деловали као меморијске локације. Ово је примењено на Unibus-у PDP-11 око 1969. године, елиминишући потребу за одвојеним I/O магистралама.
Чак и рачунари као што је PDP-8 без меморијски унетих I/O су уско имплементирани са системском магистралом, која је дозволила модулима да буду утакнути у било који слот.
Неки аутори су ово називали новим „аеродинамичним моделом“ рачунарске архитектуре.
Многи ранији микрорачунари (углавном са процесором на једном интегрисаном колу) су прављени са једном системском магистралом, почевши са S-100 магистралом у Altair 8800 рачунарским системима око 1975.
IBM PC је користио Industry Standard Architecture (ISA) магистралу као системску магистралу 1981. Пасивни бекплејнови ранијих модела су замењени са стандардом стављања процесора на матичну плочу, са само једном необавезном додатном плочом или рајзер картицом.
Multibus је постао стандард Института Електричних и Електронских Инжењера као IEEE стандард 796 1983. године.
Sun Microsystems је развио SBus 1989. године не би ли подржали мање картице за експанзију.
Најлакши начин за примењивање симетричног мултипроцесирања је био укључивање више од једног CPU-а у заједничку системску магистралу, која је била коришћена током осамдесетих година прошлог века.
Међутим, убрзо је понестало материјала и почеле су се истраживати софистицираније технике за повезивање.

## Дупла независна магистрала
Како је дизајн CPU-а напредовао ка употреби бржих локалних магистрала и споријих периферних магистрала, Intel је усвојио терминологију Дупле Независне Магистрале (DIB), која се користила спољњим предњим магистралама ка главној системској меморији, и унутрашњом back-side магистралом између једног или више CPU-а и CPU кеша. Ово је било искоришћено за Pentium Pro и Pentium II рачунаре 1990. године.
Примарна магистрала за пренос података између CPU-а и главне меморије и улазно/излазних уређаја се назива front-side магистрала, и back-side магистрала.
Модерни лични и серверски рачунари користе технологије за повезивање виших перформанси као што је HyperTransport и Intel QuickPath Interconnect, док се архитектура системске магистрале и даље користи на једноставнијим микропроцесорима..
Системска магистрала може да буде унутар једног јединог интегрисаног кола, правећи систем на чипу. Пример за ово су AMBA, CoreConnect, и Wishbone.